# Christopher Hill (diplomate)
Pour les articles homonymes, voir Christopher Hill et Hill.
Christopher Robert Hill, né le 10 août 1952 à Paris, est un diplomate américain, notamment ambassadeur des États-Unis en Corée du Sud et en Irak et secrétaire d'État assistant pour l'Asie de l'Est et le Pacifique.

## Biographie
Christopher Hill est diplômé en économie du Bowdoin College. Il fut volontaire dans le Corps de la Paix entre 1974 et 1976 au Cameroun. Il est titulaire d'un master au Naval War College en 1994.

## Carrière diplomatique
Il a longtemps été en poste en Europe de l'Est et dans les Balkans.
Il fut l'adjoint de Richard Holbrooke lors des accords de Dayton en 1995, puis nommé ambassadeur en Macédoine de 1996 à 1999, et en Pologne de 2000 à 2004 avant d'être nommé ambassadeur en république de Corée de 2004 à 2005.
Il a été le chef de la délégation américaine dans les pourparlers à six sur le programme nucléaire nord-coréen et secrétaire d'État assistant pour l'Asie de l'Est et le Pacifique au sein du département d'État des États-Unis à partir du 8 avril 2005. 
Le 27 février 2009, le président des États-Unis Barack Obama annonce l'avoir désigné comme ambassadeur en Irak où il est arrivé le 24 avril 2009. Il quitte son poste un an plus tard.

## Ouvrages
- « The geopolitical implications of enlargement », in Jan Zielonka (ed.), Europe unbound : Enlarging and reshaping the boundaries of the European Union, Routledge, 2002.